# Sisyrophanus abdominalis
Sisyrophanus abdominalis är en tvåvingeart som beskrevs av Mario Bezzi 1924. Sisyrophanus abdominalis ingår i släktet Sisyrophanus och familjen svävflugor.
Artens utbredningsområde är Kenya. Inga underarter finns listade i Catalogue of Life.